# Баканов, Дмитрий Евстигнеевич
Дмитрий Евстигнеевич Баканов (1 июня 1898, Москва — 6 мая 1989, Москва) — советский военачальник, участник Великой Отечественной войны, Герой Советского Союза (29.05.1945). Гвардии генерал-майор (3.06.1944).

## Молодость и Гражданская война
Родился 1 июня 1898 года в Москве в семье служащего. Получил начальное образование. С 1911 по 1917 годы работал посыльным в магазине в Омске.
В августе 1917 года был призван в ряды русской армии, служил рядовым в 19-м Сибирском стрелковом полку в Омске. В Первой мировой войне не участвовал. При демобилизации старой армии в марте 1918 также был демобилизован.
Жил в Омске. Когда в России началась Гражданская война, в августе 1918 года в Омске Дмитрий Баканов добровольцем вступил в Сибирскую добровольческую армию, служил рядовым караульного батальона. В ноябре 1918 года зачислен в команду связи при штабе 2-го Степного Сибирского корпуса. В мае 1919 года переведён в Отдельную Семиреченскую армию атамана Б. В. Анненкова. Видя творимые анненковцами зверства над мирным населением, в декабре 1919 года с оружием в руках перешёл к красным.
29 декабря 1919 года принят в Красную Армию, был зачислен в 73-й Петроградский кавалерийский полк 13-й кавалерийской дивизии. Участвовал в боевых действиях против армии А. В. Колчака и в ликвидации бандитизма в Семипалатинской области. С ноября 1921 года был курсантом учебно-образцового эскадрона этой дивизии в Семипалатинске, с марта 1921 года учился на повторных курсах среднего комсостава 13-й кавдивизии также в Семипалатинске. С июля 1921 года — помощник командира и командир взвода 73-го кавалерийского полка, участвовал в подавлении Западно-Сибирского восстания в Славгородском уезде, в военной экспедиции в Монголию для разгрома отрядов генерала А. С. Бакича в марте-мае 1921 года, в борьбе с бандитизмом в Горном Алтае в июле-декабре 1922 года.

## Межвоенный период
В ноябре 1924 года переведён в Белорусский военный округ, назначен помощником командира эскадрона (вскоре стал командиром эскадрона) 70-го кавалерийского полка 4-й отдельной кавалерийской бригады в Могилёве. В 1925 году окончил краткосрочные сапёрные курсы в этой бригаде, а с ноября 1928 года учился на кавалерийских курсах усовершенствования командного состава РККА в Новочеркасске, которые окончил в сентябре 1929 года. Продолжал службу в том же полку командиром эскадрона и начальником полковой школы. В начале 1930-х годов в Красной Армии стали происходить «чистки» от бывших белогвардейцев, и как бывший боец белых армий, в июне 1933 года Баканов был снят с командной службы переведён начальником отделения Терского военного конного завода в городе Минеральные Воды. В январе 1935 года как бывший белогвардеец был уволен из РККА.
Жил в Воронеже, работал старшим инспектором «Фонда Лошадь РККА», с декабря 1939 года преподавал начальную военную подготовку в школах города № 7 и № 13.

## Великая Отечественная война
После начала Великой Отечественной войны 24 июня 1941 года капитан Д. Е. Баканов повторно вступил в Красную армию, назначен командиром 1-го Воронежского полка народного ополчения. В сентябре полк был переименован в 61-й стрелковый полк и включён в 45-ю стрелковую дивизию. С ноября 1941 — заместитель командира 253-го стрелкового полка этой дивизии, участвовал в строительстве оборонительных рубежей вокруг Воронежа. В декабре 1941 года дивизия включена в действующую армию, вошла в состав 40-й армии Юго-Западного фронта. В её составе принимал участие в Курско-Обоянской наступательной операция. В этих тяжёлых боях отличился, был назначен сначала временно исполняющим должность командира 61-го стрелкового полка, а затем командиром 253-го стрелкового полка. В этих боях был легко ранен под городом Тим (Курская область).
В начале июня 1942 года уже ставший майором Дмитрий Баканов назначен заместителем командира 45-ю стрелковой дивизии. На его долю выпали тяжелейшие испытания лета и осени 1942 года: в Воронежско-Ворошиловградской оборонительной операции дивизия была окружена в районе Старого Оскола и понесла большие потери, с оставшимися бойцами вырвался из окружения в район города Красный Лиман. После пополнения в октябре 1942 года дивизия прибыла в 62-ю армию Сталинградского фронта и на завершающей стадии оборонительного этапа Сталинградской битвы держала оборону в руинах Сталинграда, обороняя район заводов «Красный Октябрь» и «Баррикады». Там же дивизия дралась до дня капитуляции 6-й немецкой армии. За отличное выполнение боевых заданий командования и массовый героизм личного состава приказом народного комиссара обороны СССР от 1 марта 1943 года дивизия получила гвардейское звание и была преобразована в 74-ю гвардейскую стрелковую дивизию. В начале июля 1943 года Баканова направили учиться в Высшую военную академию имени К. Е. Ворошилова, ускоренный курс которой он окончил в декабре 1943 года.
По окончании академии вернулся заместителем командира в 74-ю гвардейскую стрелковую дивизию, а 30 января 1944 года назначен её командиром. Во главе дивизии прошёл с боями до Победы, управляя её действиями в ходе Никопольско-Криворожской, Березнеговато-Снигиревской, Одесской, Люблин-Брестской, Висло-Одерской, Берлинской наступательных операциях. За отличия в Одесской наступательной операции дивизия была награждена орденом Богдана Хмельницкого 2-й степени. Кроме того, в августе-ноябре 1944 года дивизия стойко удерживала Магнушевский плацдарм, в феврале 1945 года штурмовала город-крепость Познань, а в марте 1945 — город-крепость Кюстрин.
Командир 74-ю гвардейскую стрелковую дивизию (29-й гвардейский стрелковый корпус, 8-я гвардейская армия, 1-й Белорусский фронт) отлично управлял частями дивизии в Берлинской наступательной операции. Гвардейцы прорывали немецкую оборону на Зееловских высотах и с 24 апреля по 2 мая штурмовали Берлин. Дивизия в этой операции захватила и уничтожила 8 танков, 53 артиллерийских орудия, 45 миномётов, 490 пулемётов, 810 автомашин и 17 различных военных складов. Уничтожено 5900 и пленено 7857 солдат и офицеров вермахта.
Указом Президиума Верховного Совета СССР от 29 мая 1945 года за умелое руководство частями дивизии при штурме Берлина и проявленные при этом отвагу и мужество гвардии генерал-майору Баканову Дмитрию Евстигнеевичу присвоено звание Героя Советского Союза с вручением ордена Ленина и медали «Золотая Звезда».
За время войны комдив Баканов был три раза упомянут в благодарственных в приказах Верховного Главнокомандующего.

## Послевоенная карьера
После Победы до ноября 1946 года продолжал командовать той же дивизией, которая в июне 1945 года вошла в состав Группы советских оккупационных войск в Германии. С ноября 1946 года служил заместителем командира 29-го гвардейского стрелкового корпуса там же, а с октября 1946 по январь 1947 года временно исполнял должность командира 21-й гвардейский механизированной дивизии в этом корпусе. С декабря 1947 по октябрь 1951 года служил заместителем командира 128-го стрелкового корпуса 28-й армии Белорусского военного округа (штаб корпуса в г. Брест). Из корпуса убыл на учёбу.
В 1952 году Д. Е. Баканов окончил Высшие академические курсы при Высшей военной академии имени К. Е. Ворошилова и в ноябре назначен заместителем командира 123-го стрелкового корпуса в Приволжском военном округе. В марте 1956 года генерал-майор Д. Е. Баканов уволен в запас.
В запасе и в отставке более 10 лет жил в Саратове, работал на кафедре военной подготовки Саратовского сельскохозяйственного института. Позднее переехал в Москву.
Умер 6 мая 1989 года в Москве. Похоронен в закрытом колумбарии Ваганьковского кладбища (секция 55).

## Награды
- Медаль «Золотая Звезда» Героя Советского Союза (29.05.1945);
- Два ордена Ленина (29.05.1945, 1951);
- Четыре ордена Красного Знамени (12.02.1943, 2.10.1944, 1944, 1956);
- Орден Суворова 2-й степени (19.04.1944);
- Орден Кутузова 2-й степени (6.04.1945);
- Орден Отечественной войны 1-й степени (11.03.1985);
- Орден «Знак Почёта» (1967);
- Медаль «За оборону Сталинграда»;
- Медаль «За взятие Берлина»;
- Медаль «За освобождение Варшавы»;
- другие медали;
- Орден «Virtuti Militari» 5-го класса (1946);
- Медаль «За Варшаву 1939—1945».

Приказы (благодарности) Верховного Главнокомандующего в которых отмечен Д. Е. Баканов.
- За овладение крупнейшим промышленным центром Польши городом Лодзь и городами Кутно, Томашув (Томашов), Гостынин и Ленчица — важными узлами коммуникаций и опорными пунктами обороны немцев. 19 января 1945 года. № 233.
- За овладение овладели городом и крепостью Познань — стратегически важным узлом обороны немцев на берлинском направлении. 23 февраля 1945 года. № 284.
- За полное овладение столицей Германии городом Берлин — центром немецкого империализма и очагом немецкой агрессии. 2 мая 1945 года. № 359.

Почётные звания
- Почётный гражданин Познани и Любани.